# Magnus Jensen
Magnus Riisgaard Jensen (født 27. oktober 1996 i Kolding) er en dansk professionel fodboldspiller, der spiller for superligaklubben Sønderjyske, som købte ham fri fra Lyngby BK.

## Historie

### Tidlig karriere
Magnus er søn af tidligere håndboldspiller Tom Jensen, der tidligere har spillet for bl.a. Viborg HK og Kolding IF. Derfor blev der også lagt vægt på håndbolden i Magnus' barndom, men valget faldt alligevel på fodbolden. Her var den daglige gang i den lokale klub Løgstrup GF, indtil han blev rekrutteret til Viborg FFs talentafdeling FK Viborg som 12-årig.[kilde mangler]

### Skive IK
Efter Magnus i sin sidste sæson som U19-spiller var med til at vinde divisionen, valgte Viborg FF dog ikke at skrive en fuldtidskontrakt med ham. Dette reagerede Skive IK dog hurtigt på og offentliggjorde 22. Juli 2016 at man havde skrevet under på en kontrakt med Magnus for den kommende sæson. Efter en start på sæsonen der i høj grad var præget af skader fik Magnus for alvor bidt sig fast i løbet af sæsonen. Det er både blevet til nogle starter samt en del indhop hvori han også fik en matchvinder rolle i kampen mod Næstved.

### AC Horsens
I tiden fra 2020 til sommeren 2023 spillede Magnus Jensen for AC Horsens i både 3F Superliga og NordicBet Ligaen.

### Lyngby Boldklub
Den 13. juli 2023 købte Lyngby Boldklub Magnus Jensen fra AC Horsens og gav ham en 3-årig kontrakt.

### Sønderjyske fodbold
Den 27. maj 2025, aldrig lang tid efter at Sønderjyske Fodbold, havde sendt Lyngby Boldklub ned i NordicBet Ligaen, hentede sønderjyderne Magnus Jensen på en kontrakt frem til 2029.